# Всичко за Ева
„Всичко за Ева“ (на английски: All about Eve) е черно-бял американски драматичен филм от 1950 г., с режисура и сценарий на Джоузеф Манкевич.

## Сюжет
Ева Харингтън желае да си създаде име в света на театъра. Печели си доверието на една голяма актриса (Марго Чейнинг), в която обаче се заражда завист, дочувайки за слуховете относно талантът на протежето си. Един ден, Ева замества Марго в един от спектаклите и пожънва успех: на театралната сцена е изгряла нова звезда, но вече има някой който се опитва да направи на Ева това, което тя е направила на Марго.

## В ролите
| Изпълнител     | Роля          |
| -------------- | ------------- |
| Джордж Сандърс | Адисън ДеВит  |
| Бети Дейвис    | Марго         |
| Ан Бакстър     | Ева Харингтън |
| Селесте Холм   | Карен Ричардс |
| Телма Ритър    | Бърди         |
| Мерилин Монро  | Мис Касуел    |
| Гари Мерил     | Бил Сампсън   |
| Хю Марлоу      | Лойд Ричардс  |
| Грегори Ратоф  | Макс Фабиан   |
| Барбара Бейтс  | Фиби          |

## Награди и Номинации

### „Кан“ '51
- Специалната награда на журито, Кан, 1951

### „Оскар'51“
6 награди Оскар от 14 номинации:
- най-добър филм
- най-добра режисура на Джоузеф Манкевич
- най-добра поддържаща мъжка роля на Джордж Сандърс
- най-добър адаптиран сценарий на Джоузеф Манкевич
- най-добри костюми в черно-бял филм (Edith Head, Charles LeMaire)
- най-добър звук
- номинация за най-добра главна женска роля (Ан Бакстър (Anne Baxter), Бети Дейвис (Bette Davis))
- номинация за най-добра поддържаща женска роля (Селесте Холм (Celeste Holm), Телма Ритър (Thelma Ritter))
- номинация за най-добро операторско майсторство при черно-бял филм
- номинация за най-добра музика при драматичен филм
- номинация за най-добра сценография при черно-бял филм (Lyle R. Wheeler, George W. Davis, Thomas Little, Walter M. Scott)
- номинация за най-добър монтаж Барбара Маклийн (Barbara McLean)

### „Златен глобус“ '51
Печели Награда Златен глобус за най-добър сценарий и е номиниран в други 5 категории:
- номинация за най-добра главна женска роля в кинофилм— Драма
- номинация за най-добра поддържаща женска роля в кинофилм
- номинация за най-добра поддържаща мъжка роля в кинофилм
- номинация за най-добра режисура – Кинофилм
- номинация за най-добър филм

### Американския филмов институт
Филмът е поставен от Американския филмов институт в някои категории както следва:
- АФИ 100 години... 100 филма – #16
- АФИ 100 години... 100 герои и злодеи – Ева Харингтън – злодей #23
- АФИ 100 години... 100 филма (10-о юбилейно издание) – #28

- През 1990 година, филмът е избран като културно наследство за опазване в Националния филмов регистър към Библиотеката на Конгреса на САЩ.